# Próximas elecciones presidenciales de Haití
Las elecciones generales se celebrarán en Haití el 15 de noviembre de 2025. Fueron inicialmente programadas para el 26 de septiembre y 21 de noviembre de 2021, y luego para el 7 de noviembre de 2021 y 23 de enero de 2022, a fin de elegir por cinco años al Presidente de la República de Haití. Se iban a celebrar al mismo tiempo que las elecciones generales y el referéndum constitucional. Sin embargo, en septiembre de 2021, se pospusieron tras la destitución de los miembros del Consejo Electoral Provisional por parte del entonces primer ministro Ariel Henry.
En diciembre de 2022, firmó un acuerdo para celebrar las elecciones en 2023, pero declaró en febrero de 2024 que se celebrarían una vez que la situación de seguridad estuviera bajo control. Posteriormente, Henry se comprometió a celebrar las elecciones el 31 de agosto de 2025, pero dimitió en abril de 2024 para dar paso a un consejo presidencial de transición, que se espera que celebre las elecciones presidenciales a finales de 2025.

## Antecedentes
La elección presidencial se celebra al mismo tiempo que un referéndum sobre un controvertido cambio de constitución llevado a cabo por el presidente saliente Jovenel Moïse, que tiene como objetivo en particular la abolición del Senado y el cargo de Primer Ministro, así como la autorización del presidente para servir dos mandatos consecutivos. La elección presidencial también pasaría de un sistema de dos vueltas a un sistema de una vuelta. Por falta de organización a tiempo para las elecciones parlamentarias, Jovenel Moïse gobierna por decreto desde enero de 2020, situación que le permitió convocar unilateralmente este referéndum
Sin embargo, el proyecto fue rechazado por la oposición y muchas organizaciones de la sociedad civil que se apoyan en la constitución vigente, esta última prohibiendo formalmente "cualquier consulta popular destinada a modificar la Constitución mediante referéndum"
El 7 de febrero de 2021, el Consejo Superior de la Judicatura declara el fin del mandato presidencial. El mismo día, el gobierno anunció que había frustrado un intento de golpe. Al día siguiente, la oposición anunció que nombraría al juez Joseph Mécène Jean-Louis como presidente interino por un período de transición de dos años, y la redacción durante el período de una nueva Constitución consensuada en el marco de una conferencia nacional. Las instituciones, paralizadas por falta de elecciones, no logran esbozar un plan para salir de la crisis. El Consejo Constitucional solo existe en teoría. El Senado, autorizado por ley para resolver este tipo de situaciones, no puede reaccionar. Debido a la falta de elecciones para renovar su composición, solo un tercio de los senadores siguen sentados allí. Asimismo, la Asamblea Nacional no se encuentra reunida desde enero de 2020 por falta de disposiciones legislativas.

### Referéndum
El mismo día de las elecciones se llevara a cabo un referendo que propone una serie de cambios propuestos a la constitución de Haití. que incluyen:
- Abolición del Senado y creación de una legislatura unicameral
- Abolición del cargo de Primer Ministro (cambiando así de un sistema semipresidencial a un sistema de gobierno presidencial completo)
- Modificación del sistema electoral para las elecciones presidenciales, pasando de un sistema de dos vueltas a uno celebrado en una vuelta con votación donde el mayor votado gana.
- Modificación del límite del mandato presidencial, permitiendo dos mandatos consecutivos de cinco años (eliminando el requisito de un intervalo de cinco años antes de ser elegible para servir nuevamente por un mandato final)

### Asesinato de Jovenel Moïse
La madrugada del 7 de julio de 2021, el presidente Jovenel  Moïse fue asesinado tras un ataque en su residencia por un grupo armado no identificado. Su esposa resultó herida tras el ataque. La noticia de la muerte de Moïse fue anunciada por el primer ministro Claude Joseph, quien asumió las funciones presidenciales interinamente.

## Sistema electoral
El Presidente de la República de Haití es elegido por un período de cinco años mediante una forma modificada de la primera pasada del cargo, dos rondas. El candidato que obtenga la mayoría absoluta de los votos emitidos, o más del 25% por delante del que ocupa la segunda posición, es elegido en la primera vuelta. De lo contrario, se organiza una segunda ronda entre los dos candidatos principales. A continuación, se elige al que recibe el mayor número de votos.
Un presidente solo puede ejercer un máximo de dos mandatos, espaciados al menos por un intervalo de cinco años, es decir, la duración de un mandato completo. El mandato del presidente electo comienza el 7 de febrero siguiente a la fecha de su elección.

## Encuestas

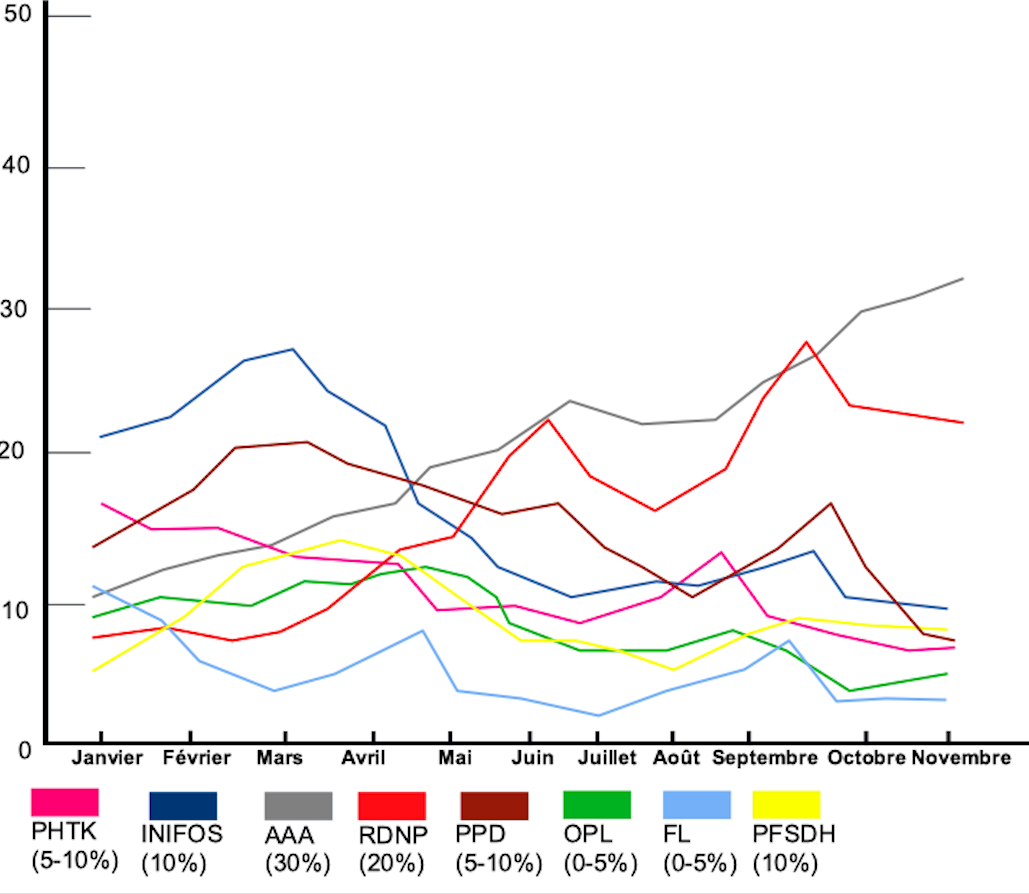
Línea de tendencia de los resultados de las últimas encuestas presidenciales.